# Konstanty Gołuchowski
Konstanty Gołuchowski herbu Rawicz (zm. po 1770) – wojski opoczyński w latach 1754–1760, konsyliarze konfederacji generalnej koronnej w konfederacji barskiej.